# Adidas Grand Prix 2011
Adidas Grand Prix 2011 hölls den 11 juni på Icahn Stadium, Randall's Island, New York, USA. 15 av grenarna på programmet ingick i Diamond League.

## Resultat

### Herrar
| Gren       | Vinnare           | Vinnare  | Tvåa              | Tvåa     | Trea                 | Trea     |
| ---------- | ----------------- | -------- | ----------------- | -------- | -------------------- | -------- |
| 100 m      | Steve Mullings    | 10,26    | Tyson Gay         | 10,26    | Keston Bledman       | 10,33    |
| 400 m      | Jeremy Wariner    | 45,13    | Jermaine Gonzales | 45,16    | Rondell Bartholomew  | 45,17    |
| 800 m      | Alfred Kirwa Yego | 1.46,57  | Mbulaeni Mulaudzi | 1.46,68  | Boaz Kiplagat Lalang | 1.46,75  |
| 5000 m     | Dejen Gebremeskel | 13.05,22 | Bernard Lagat     | 13.05,46 | Tariku Bekele        | 13.06,06 |
| 400 m häck | Javier Culson     | 48,50    | Bershawn Jackson  | 48,55    | Louis Jacob van Zyl  | 49,07    |
| Tresteg    | Phillips Idowu    | 16,67    | Christian Olsson  | 16,29    | Teddy Tamgho         | 16,28    |
| Stavhopp   | Romain Mesnil     | 5,52     | Brad Walker       | 5,52     | Jerome Clavier       | 5,42     |

### Damer
| Gren          | Vinnare                 | Vinnare | Tvåa                | Tvåa    | Trea                     | Trea    |
| ------------- | ----------------------- | ------- | ------------------- | ------- | ------------------------ | ------- |
| 200 m         | Allyson Felix           | 22,92   | Bianca Knight       | 22,96   | Shalonda Solomon         | 23,03   |
| 1500 m        | Kenia Sinclair          | 4.08,06 | Morgan Uceny        | 4.08,42 | Kalkidan Gezahegne       | 4.08,46 |
| 3000 m hinder | Milcah Chemos Cheywa    | 9.27,29 | Sofia Assefa        | 9.27,37 | Gulnara Samitova Galkina | 9.29,75 |
| 100 m häck    | Danielle Carruthers     | 13,04   | Kellie Wells        | 13,06   | Tiffany Ofili-Porter     | 13,11   |
| Längdhopp     | Funmi Jimoh             | 6,48    | Janay DeLoach       | 6,41    | Brittney Reese           | 6,35    |
| Höjdhopp      | Emma Green Tregaro      | 1,94    | Blanka Vlasic       | 1,90    | Sheree Francis           | 1,82    |
| Diskus        | Stephanie Brown Trafton | 62,94   | Gia Lewis-Smallwood | 59,89   | Aretha Thurmond          | 59,38   |
| Spjut         | Christina Obergföll     | 64,43   | Sunette Viljoen     | 60,39   | Rachel Yurkovich         | 58,43   |